# مرسيليائية قصيرة القضيب
مرسيليائية قصيرة القضيب (الاسم العلمي: Massilia brevitalea) هي نوع من البكتيريا، سلبية الغرام، تتبع المرسيليات.